# Rebecca Muambo
Rebecca Ndolo Muambo (sinh ngày 16 tháng 7 năm 1985) là một đô vật tự do người Cameroon. Cô đã tham gia nội dung 48 kg tự do nữ tại Đại hội Thể thao Khối thịnh vượng chung 2014  nơi cô giành được huy chương đồng.